# Marilia eleutheria
Marilia eleutheria là một loài Trichoptera trong họ Odontoceridae. Chúng phân bố ở vùng Tân nhiệt đới.